# Sparasion nigripes
Sparasion nigripes är en stekelart som beskrevs av Jean-Jacques Kieffer 1906. Sparasion nigripes ingår i släktet Sparasion och familjen Scelionidae. Inga underarter finns listade i Catalogue of Life.